# Desmin

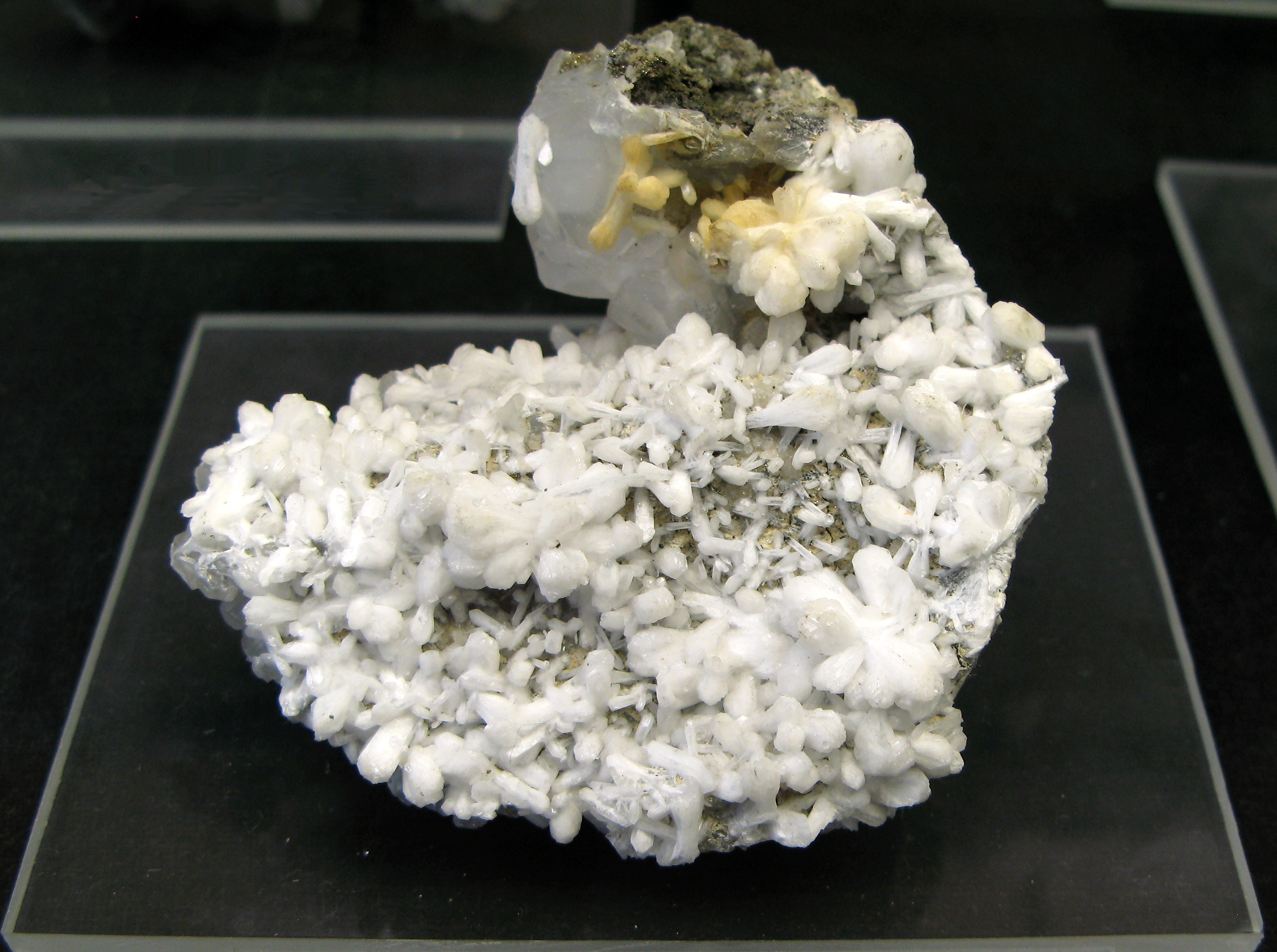
Desmin pe calcită

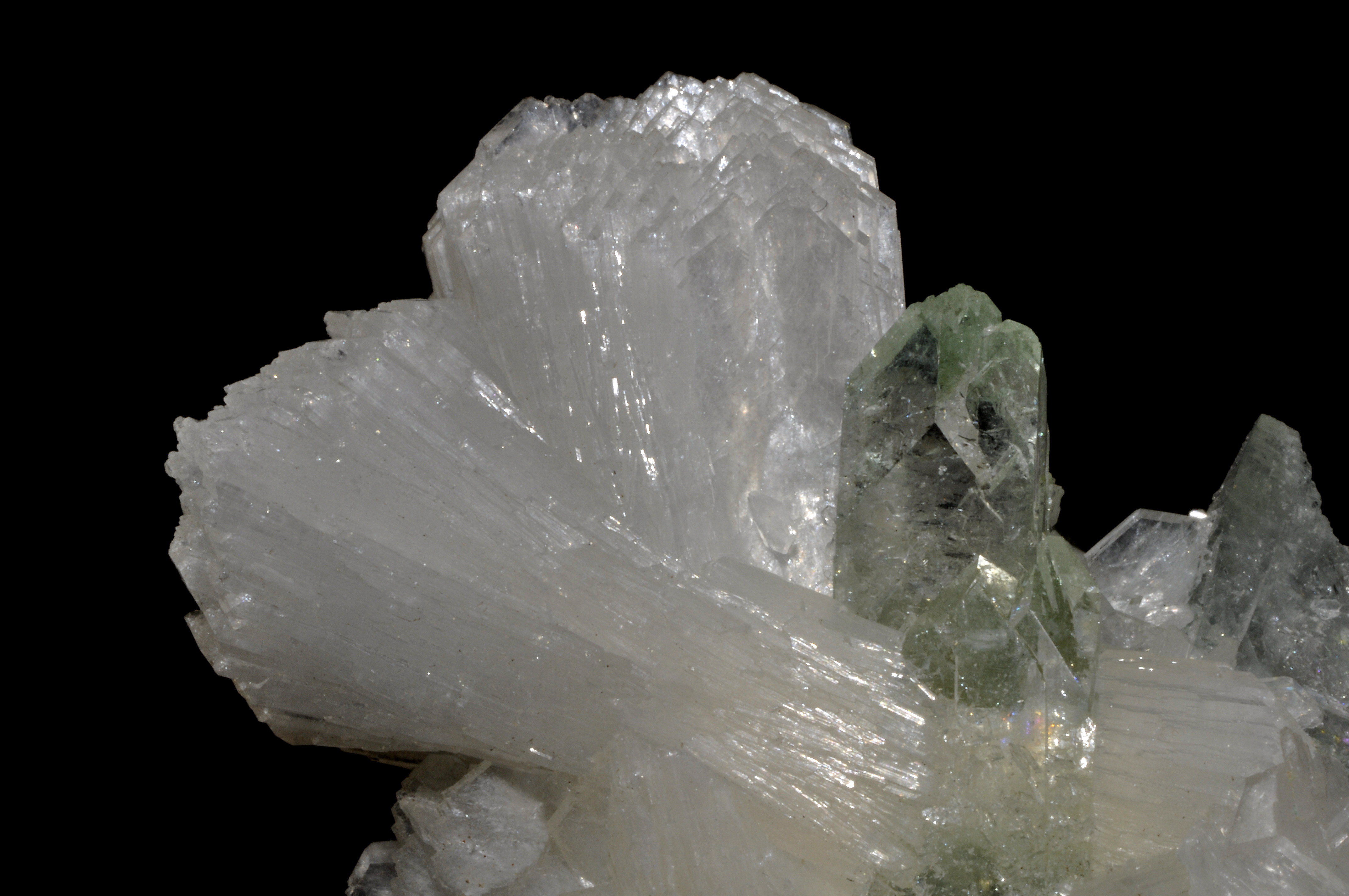
Desmin (incolor, alb)
și apofilit (verde)

Mineralul desmin este un alumosilicat de calciu și sodiu. Se mai numește stilbit.

## Istoric și etimologie
Numele desminului derivă din cuvântul grecesc „desmis” care înseamnă „legătură, snop”.

## Descriere
Desminul face parte din grupa zeoliților. Se prezintă cristalizat în sistemul monoclinic. Este de culoare albă cu nuanță gălbuie sau roșiatică și cu luciu sticlos sau sidefos. Formează agregate radiare, adesea grupate în formă de snopi. Are duritatea de 3½ - 4 pe scara Mohs.

## Depozite
Se găsește în cavitățile și pe fisurile rocilor eruptive, în unele filoane metalifere hidrotermale sau ca produs de metasomatoză.
În România se întâlnește în valea Leucii din Munții Bihorului, la Săvârșin, județul Arad, la Moldova Nouă, județul Caraș-Severin etc.

## Utilizare
Împreună cu alți zeoliți se utilizează la dedurizarea apei.